# Battlefield: Drone Wars
Battlefield: Drone Wars (Originaltitel Drone Wars) ist ein US-amerikanischer Science-Fiction-Film aus dem Jahr 2016 von Jack Perez.

## Handlung
Eines Tages wird die Erde aus heiterem Himmel von einer Invasion Außerirdischer heimgesucht. Die brutalen Außerirdischen attackieren zunächst Hauptstädte und größere Städte der Menschen, darunter auch Los Angeles. Nach den Angriffen ist von der Stadt außer Schutt und Asche kaum noch was übrig. Die riesigen Raumschiffe scheinen immun gegen die Waffen der Menschen zu sein und sind damit beschäftigt, wertvolle Ressourcen der Erde zu bergen, um sie für die Aliens nutzbar zu machen. Währenddessen patrouillieren Drohnen der Aliens, um Widerstände einzelner menschlicher Bewegungen niederzuschlagen. Dabei gehen sie äußerst brutal vor, sodass es immer wieder Tote gibt. Neben dem Töten von Menschen gehört zu den Aufgaben der Drohnen auch das Ausschalten jeglicher menschlicher Waffen.
Der junge Forscher Elias sammelt eine kleine Gruppe Wissenschaftler und Erfinder in Los Angeles um sich, um den Aliens die Stirn bieten zu können. Da sie weder eine schlagkräftige Armee noch sich mit der Technik der Aliens messen können, beschließen sie, die Drohnen der Aliens unschädlich zu machen und einen Angriff auf das Mutterschiff zu starten. Ansonsten droht der Untergang der Welt.

## Hintergrund
Der Film erschien am 30. März 2016 in den USA. Am 4. Mai 2017 startete er in den deutschen Videoverleih.

## Rezeption
„Einfallsarmer Science-Fiction-Film auf formal und inhaltlich bescheidenem Niveau. Immerhin lassen die passablen Darsteller, Tempo und thematische Wendungen erahnen, dass die Filmemacher sich im bescheidenen Rahmen durchaus um Unterhaltungswert bemüht haben.“

„Eine volle Dröhnung Drohnen-Schrott.“

Cinema befindet außerdem, dass die „Story und Effekte [...] das Niveau eines schlechten Computerspiels“ hätten und daher die gezeigte Postapokalypse spurlos an den Kritikern vorüber ziehe. Dieselbe Meinung teilt TV Spielfilm.
In der Internet Movie Database hat der Film bei 885 Stimmenabgaben eine Wertung von 3,0 von 10,0 möglichen Sternen (Stand: August 2023).